# Informació

Símbol internacional de la informació

El concepte d'informació es fa servir actualment en àmbits molt diversos com la física, la tecnologia, les ciències de la comunicació i passant per les del comportament humà. En cada un d'aquests àmbits la paraula té unes connotacions diferents, fet que fa que sovint s'usi la paraula informació sense conèixer exactament a quin dels significats adquirits ens estem referint.
D'una manera poc rigorosa podem definir informació com el fet de processar, manipular i organitzar dades d'una forma que produeixin coneixement i esvaeixin el desordre, o dit altrament, i en paraules de Claude Shannon, informació és el que redueix la incertesa.
En canvi en termes humans i en un sentit més ampli es defineix informació com tot allò que un ser humà és capaç de percebre, incloent-hi les comunicacions escrites i orals, les imatges, l'art o la música.

## Definicions

### Com a concepte matemàtic
Matemàticament la informació és un dels paràmetres d'un missatge i es relaciona directament amb la quantitat d'incertesa que el missatge estudiat és capaç de resoldre.
Les primeres intencions de calcular la quantitat d'informació d'un missatge apareixen a principis del segle xx tot i que les primeres passes importants es donen quan Claude E. Shannon, un dels pares de la teoria de la informació, publica A Mathematical Theory of Communication. Les afirmacions de Shannon han tingut una gran repercussió, ja que la seva forma de quantificar la informació és la que s'usa habitualment en les telecomunicacions i l'arquitectura de computadors.
Per a visualitzar d'una forma més clara la relació entre informació i incertesa que planteja Shannon podem usar la següent abstracció:
Per al cas d'un missatge d'una predicció meteorològica, un exemple de missatge sense informació és: "Avui a la nit el cel estarà fosc fins que s'aixequi el sol". Per a Shannon això es deu al fet que aquest missatge no conté cap mena de desordre a la realitat habitual i, per tant, és d'entropia (o desordre) zero. En canvi si la previsió fos que "avui a la nit nevarà a la costa catalana", aquest missatge sí que conté informació, el motiu és que s'està produint un fenomen poc habitual (un desordre) i, per tant, el coneixement d'aquesta predicció sí que ens aporta una certa informació.
En desenvolupar aquest concepte també apareixen les següents idees fonamentals de la Teoria de la Informació:
- L'entropia i la redundància d'una font d'informació.
- La informació mútua i la definició de la capacitat d'un canal de comunicacions.
- La Llei de Shannon-Hartley que estableix una cota superior a la capacitat d'un canal Gaussià.
- El bit, que esdevindrà la unitat fonamental per a mesurar la informació.

Matemàticament es defineix la informació que conté un missatge com:
{\displaystyle I(m)=\log \left({\frac {1}{p(m)}}\right)=-\log(p(m))\,}
Definida d'aquesta forma la informació es mesura en hartleys, si en comptes de logaritmes decimals es fan servir logaritmes en base dos llavors es mesura en bits i també es poden fer servir logaritmes naturals i llavors la informació és en nats.
Així, en l'abstracció plantejada, la probabilitat que nevi a la costa Catalana és baixa i, per tant, si substituíssim {\displaystyle p(m)} pel valor de la probabilitat que nevi a la costa catalana en 1 dels 365 dies de l'any veuríem que el missatge conté una certa quantitat d'informació.
Per tant, l'entropia de Shannon és una mesura del desordre que té un missatge i és la clau per a quantificar la informació d'un missatge. En l'exemple, si l'home del temps s'esplaiés molt més del necessari per a dir-nos que nevarà la quantitat de desordre del missatge es reduirà, ja que ens està donant dades redundants i que no aporten informació.
Per tant, Shannon defineix l'entropia d'un missatge com:
{\displaystyle H(X)=\mathbb {E} _{X}[I(x)]=-\sum _{x\in \mathbb {X} }p(x)\log p(x)}
Aquesta definició d'entropia a més va establir una de les cotes fonamentals de les telecomunicacions, ja que el nombre mínim de bits que cal per a transmetre un cert missatge entre emissor i receptor sense perdre informació és el valor de l'entropia de Shannon del missatge. En l'abstracció presentada aquesta cota seria dir en el mínim de paraules que avui a la nit nevarà al litoral.

### Com a concepte físic
En física quàntica es defineix la informació a partir del fenomen d'entrellaçament quàntic. Aquest entrellaçament és realitzat per conjunts de partícules que interaccionen sense referències a la seva separació. Definida d'aquesta manera la informació mai pot viatjar més ràpid que la llum malgrat que la transmetem de manera indirecta (tot i que hi ha experiments que semblen apuntar en direcció contrària). Un enunciat bàsic que es deriva d'aquest fet és que no és possible destruir informació d'un sistema sense incrementar el desordre (o entropia) d'aquest. A més, quan s'estudia un sistema sota aquests paràmetres cal reformular els postulats de Shannon plantejats a la Teoria de la Informació i usar els presentats en la Teoria de la Informació Quàntica.
La informació vista com a quàntum és un concepte bàsic en les investigacions teòriques sobre computadors quàntics.

### Com a percepció sensorial
En ciències naturals una forma de classificar les entrades d'un sistema és separar-les entre les que són bàsiques per al funcionament d'un organisme o dispositiu (per exemple els aliments per als sers vius o l'energia per als dispositius) que en aquest àmbit s'anomenen entrades causals i unes altres entrades, no causals, i que anomenem informació, ja que ajuden a augmentar el coneixement de l'entorn i a poder fer prediccions a partir de l'associació de diferents informacions.
Així les dades percebudes mitjançant els sentits interaccionen generant més informació (el que alguns autors anomenem com a coneixement) que és el que permet finalment a l'organisme o dispositiu prendre decisions.
Cal notar que el que són entrades causals per a un sistema poden no ser-ho per a un altre, així per exemple la llum és una entrada causal per a les plantes, ja que és necessària per a la fotosíntesi i en canvi per als animals és una font d'informació, ja que els permet veure el seu entorn.

### Com a recurs científic
El treball dels científics es basa, entre molts altres aspectes, en consultar i processar informació prèvia existent.
Una informació científica important són les tesis doctorals i els treballs científics publicats per publicacions de prestigi.

### Com a recurs tecnològic
El progrés de les diverses tecnologies exigeix l'accés a la informació científica i tecnològica i, sovint, a informacions socials del tipus estadístic o comercial.
- Un exemple d'informació tecnològica és el de les patents. Una patent (com a document) inclou referències a patents prèvies eventualment relacionades amb la innovació que la persona sol·licitant vol protegir. El mateix document de la patent és un document jurídic.

### Com a recurs periodístic
En les ciències de la comunicació es considera que existeix una relació indissoluble entre les dades, la informació, el coneixement, el pensament i el llenguatge pel qual una millor comprensió dels conceptes sobre la informació implicarà un augment del coneixement elevant les possibilitats del pensament humà.
Ja dins de l'àmbit del periodisme s'entén per informació a la forma més característica de la comunicació en massa o de difusió, per exemple els diaris busquen la informació del públic a través de les notícies d'interès. S'acostuma a distingir entre la informació (objectiva) i l'opinió (subjectiva), presents als mateixos mitjans a través de diferents gèneres periodístics. En l'actualitat l'excés d'informació està portant la societat a l'anomenada infoxicació.

### Com a document jurídic
En l'àmbit jurídic, una informació és una prova consistent a presentar els documents o testimonis davant del tribunal realitzant una constatació jurídica i legal d'un fet o d'un delicte.

## La informació en la societat
En les societats humanes i en part en algunes societats animals, la informació té un impacte en les relacions entre els diferents individus. En una societat la conducta de cada individu davant d'altres individus es pot veure alterada en funció de quina informació disponible posseeix el primer individu. Per aquesta raó l'estudi social de la informació es refereix als aspectes relacionats amb la variació de la conducta en possessió de diferents informacions.

### Principals característiques de la informació
En general la informació té una estructura interna i pot ser qualificada segons diverses característiques:
- Significat (semàntica): Què vol dir? Del significat extret d'una informació, cada individu avalua les conseqüències possibles i adequa les seves actituds i accions de manera acord a les conseqüències previsibles que es dedueixen del significat de la informació. Això es refereix a quines regles ha de seguir l'individu o el sistema expert per modificar les seves expectatives futures sobre cada possible alternativa.
- Importància (relativa al receptor): Tracta sobre alguna qüestió important? La importància de la informació per a un receptor, es referirà a en quin grau canvia l'actitud o la conducta dels individus. A les societats modernes, els individus obtenen dels mitjans de comunicació massiva gran quantitat d'informació, i una gran part de la mateixa és poc important per a ells, perquè altera de manera molt poc significativa la conducta dels individus. Això es refereix a en quin grau quantitatiu s'han d'alterar les expectatives futures. A vegades se sap que un fet fa menys probables algunes coses i més altres; la importància té a veure amb com menys probables seran unes alternatives respecte a les altres.
- Vigència (en la dimensió espaitemps): És actual o està desfasada? A la pràctica la vigència d'una informació és difícil d'avaluar, ja que en general accedir a una informació no permet conèixer immediatament si aquesta informació té o no vigència. Això té a veure amb la sincronització en el temps dels indicis que permeten revaluar les expectatives amb les expectatives en un moment donat.
- Validesa (relativa a l'emissor): L'emissor és fiable o pot proporcionar informació no vàlida (falsa)? Això té a veure si els indicis han de ser considerats en la revaluació d'expectatives o han de ser ignorats per no ser indicis fiables.
- Valor (actiu intangible volàtil): Com és d'útil és per al destinatari?

### Història de la informació
La història de la informació està associada a la seva producció, tractament i transmissió. Una cronologia d'aquesta història detallada podria ser:
- Segles V a X - Alta edat mitjana. L'emmagatzematge, accés i ús limitat de la informació es realitza en les biblioteques dels monestirs de forma manual.
- Segle XII. Els Inques (Perú) usen un sistema de cordes per al registre d'informació numèrica anomenada Quipu, usat principalment per explicar bestiar.
- Segle XV - Edat Moderna. Amb el naixement de la impremta (Gutenberg), els llibres comencen a fabricar-se en sèrie. Sorgeixen els primers periòdics.
- Segle XX. 1926. S'inicia la primera retransmissió de la televisió que afectarà el maneig i tractament de la informació amb gran impacte en els mètodes de comunicació social durant tot el segle.
- Segle XX. 1940. Jeremy Campbell, va definir el terme informació des d'una perspectiva científica, en el context de l'era de la comunicació electrònica.
- Segle XX. 1943. L'austrohongarès Nikola Tesla inventa la ràdio, encara que inicialment aquest invent s'atribueix a Guglielmo Marconi i la patent no es reconeix al seu autor fins als anys 1960.
- Segle XX. 1947.En desembre John Bardeen, Walter Houser Brattain i William Bradford Shockley, inventen el transistor. Seran guardonats per això amb el Premi Nobel de Física el 1956.Acaban d'asseure sense saber-ho la primera de les dues bases per a una nova revolució tecnològica i econòmica, actuant com a detonant d'un augment exponencial de la capacitat d'integració microeletrónica, de la popularització i la potència de càlcul de l'ordinador[5]
- Segle XX. 1948. Claude E. Shannon, elabora les bases matemàtiques de la Teoria de la Informació.[6] En fer-ho va donar la segona base per a la revolució de les tecnologies de la informació i la comunicació: l'aplicació de l'Àlgebra de Boole serà el fonament matemàtic per industrialitzar el processament de la informació. Neix així la Ciència de la Computació o Enginyeria Informàtica. La nova revolució econòmica està servida. La humanitat entra en l'Era Digital usant el transistor i la numeració binària per simbolitzar, transmetre i compartir la informació.[7][8]
- Segle XX. 1948. Norbert Wiener, elabora la idea de cibernètica en la seva famosa obra Cibernètica o el control i comunicació en animals i màquines (Cybernetics or Control and Communication in the Animal and the Machine) (1948) on es va encarregar de "mantenir l'ordre" en qualsevol sistema natural o artificial d'informació.
- Segle XX. 1951-1953. James Watson i Francis Crick descobreixen els principis dels codis d'ADN, que formen un sistema d'informació a partir de la doble espiral d'ADN i la forma en què treballen els gens.
- Segle XX. 1969. En el context de la Guerra Freda, el moviment contracultural dels anys 60, neix l'embrionària Internet quan s'estableix la primera connexió de computadors, coneguda com a ARPANET (Avanced Research Projects Agency Network), entre tres universitats a Califòrnia i una a Utah, Estats Units, amb l'objectiu inicial de facilitar una xarxa de comunicacions militars a prova de bomba. La seva expansió i popularització, i la democratització del coneixement que facilita, transformarà radicalment les relacions econòmiques, socials i culturals en un món més i més interdependent.[9]
- Actualment, ja en el segle xxi, en un curt període, el món desenvolupat s'ha proposat assolir la globalització de l'accés als enormes volums d'informació existents en mitjans cada vegada més complexos, amb capacitats exponencialment creixents d'emmagatzematge[10] i en suports cada vegada més reduïts. Tot i això encara hi ha moltes fonts d'informació en format no digital o inaccessibles digitalment per diverses causes.[11] En aquest marc la proliferació de xarxes de transmissió de dades i informació, de bases de dades amb accés en línia, situades en qualsevol lloc, localitzables mitjançant Internet, permeten la troballa d'altres xarxes i centres d'informació de diferents tipus en qualsevol moment des de qualsevol lloc. És el resultat de dades gestionats a través d'aplicacions informàtiques on les dades són processades i transformats en informació que posteriorment és manejada com a signe integrador i característic de progrés econòmic del segle xxi.[12]

### Usos de la informació
Es considera que la generació i/o l'obtenció d'informació persegueix aquests objectius:
- Augmentar/millorar el coneixement de l'usuari, o dit d'una altra manera reduir la incertesa existent sobre un conjunt d'alternatives lògicament possibles.
- Proporcionar a qui pren decisions la matèria primera fonamental per al desenvolupament de solucions i l'elecció.
- Proporcionar una sèrie de regles d'avaluació i regles de decisió per a finalitats de control.

En relació amb el fet de proporcionar una sèrie de regles d'avaluació i decisió, la informació com a via per arribar al coneixement, ha de ser elaborada per a fer utilitzable o disponible (aquest procés empíric es diu documentació i té mètodes i eines propis), però també és impossible que la informació per si sola doti a l'individu de més coneixement, és ell qui valora el significatiu de la informació, l'organització i la converteix en coneixement. La dada, per així anomenar-la, és en si un "prefix" de la informació, és a dir, és un element previ necessari per poder obtenir la informació.

### Informació periodística

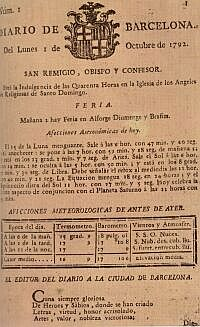
Portada del primer número del Diari de Barcelona

Una notícia és el relat o redacció d'un text informatiu que es vol donar a conèixer amb les seves pròpies regles de construcció (enunciació) que es refereix a un fet nou o atípic, o la relació entre fets nous i/o atípics-, ocorregut dins d'una comunitat o determinat àmbit específic, que fa que mereixi la seva divulgació.
La notícia és un fet periodístic, equivalent al que implica per a la història un esdeveniment. Dins de l'àmbit d'alguns mitjans de comunicació, és un gènere periodístic en què la notícia és una "retallada de la realitat" sobre un fet d'actualitat que mereix ser informat per algun tipus de criteri de rellevància social. El contingut d'una notícia ha de respondre a la majoria de les preguntes que es coneixen com les cinc W, de l'escola de periodisme nord-americana:
- A qui li va passar?
- Què va passar?
- Quan va passar?
- On va passar?
- Per què va passar?

La informació és un fenomen que proporciona significat o sentit a les coses. En sentit general, la informació és un conjunt organitzat de dades processades, que constitueixen un missatge sobre un determinat ens o fenomen. Les dades es perceben, s'integren i generen la informació necessària per a produir el coneixement que és el que finalment permet prendre decisions per a realitzar les accions quotidianes que asseguren l'existència. La saviesa consisteix a determinar correctament quan, com, on i amb quin objectiu emprar el coneixement adquirit.
La informació també indica mitjançant codis i conjunts de dades, els models del pensament humà. La informació per tant, processa i genera el coneixement humà. D'aquesta manera, si per exemple organitzem dades sobre un país, tals com: nombre d'habitants, densitat de població, nom del president, etc. i escrivim per exemple, el capítol d'un llibre, podem dir que aquest capítol constitueix informació sobre aquest país.

### La informació i l'Estat
El control i la manipulació és un dels mitjans més poderosos dels governs per promoure l'acatament de les seves polítiques. Així, els estats totalitaris i autoritaris busquen el monopoli de la informació per promoure l'acatament de les polítiques.
La informació té per objectiu donar a conèixer els fets de manera efectiva i imparcial, mentre que la propaganda busca guanyar adeptes per aconseguir un objectiu, sense importar la veracitat dels fets. Així la propaganda competeix amb el dret com a instrument de poder.

## Fonts d'informació

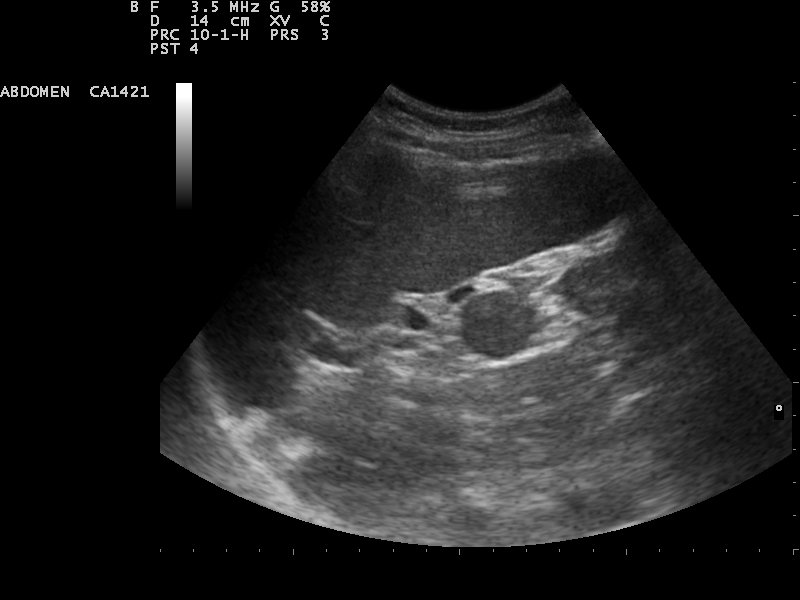
En una ecografia es capten sons i es processen per generar una imatge.